# Delwig (Adelsgeschlecht)

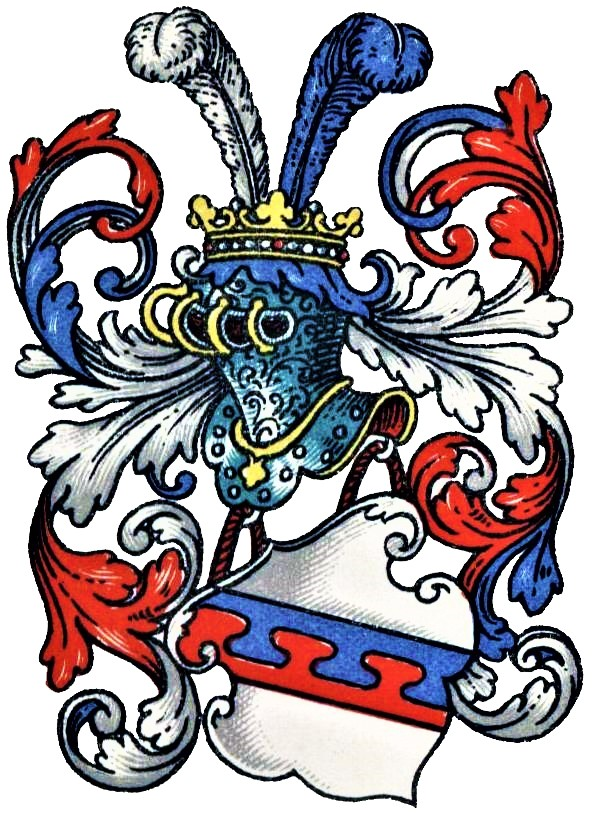
Wappen derer von Delwig

Delwig, auch Dellwig, Delvig, Delwich, ist der Name eines deutsch-baltischen Adelsgeschlechts, welches sich von Westfalen über das Baltikum bis nach Schweden ausgebreitet hat.

## Westfalen

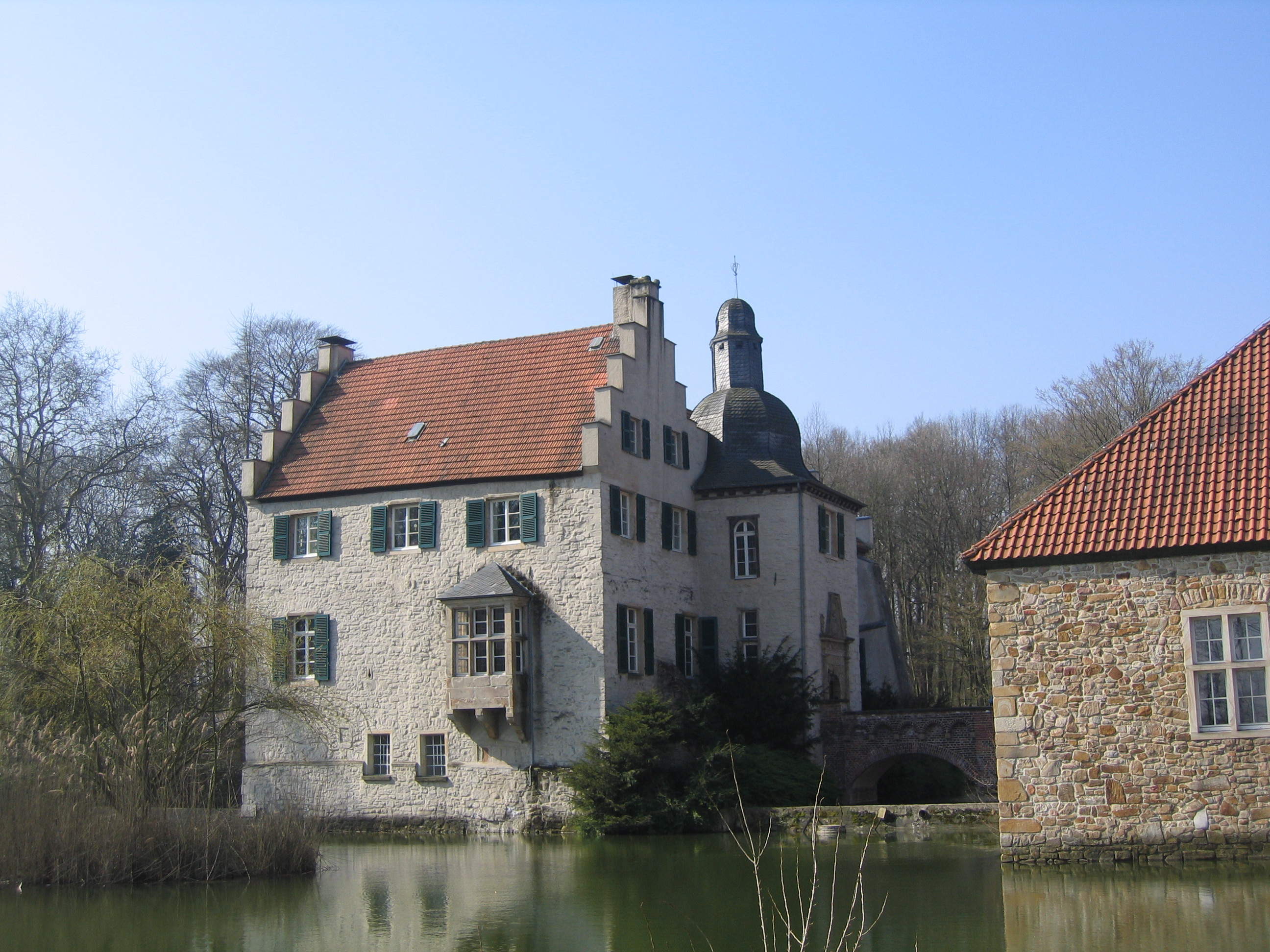
Haus Dellwig

Die Familie wird dem Westfälischen Uradel zugerechnet und nimmt ihren Anfang auf Haus Dellwig. Dort wird bereits 1238 Ritter Heremanns de Dalewick erwähnt. Herebordus de Delwick wird 1331 urkundlich genannt und 1377 siegelt Knappe Lambert de Delewig. Die westfälische Linie der Familie erlischt 1727 mit Anton Christoph von und zu Delwig. Schloss Delwig und alle weiteren bis dahin bei der Familie gewesenen Güter gehen durch Heirat seiner Erbtochter an die Droste zu Erwitte.

## Baltikum
Im Baltikum erscheint das Geschlecht zuerst mit Johann von Delwig, Dekan der öselschen Kirche im Jahre 1423. Die Stammreihe beginnt mit Melchior von Dellwich, welcher 1454 von Westfalen nach Livland übersiedelt.
Die Familie gehörte der sowohl der Estländischen als auch der Livländischen Ritterschaft an. Am 17. Januar 1720 erfolgte die Introduktion in der Freiherrnklasse der schwedischen Ritterschaft, die schwedische Adelsnaturalisation im Jahre 1723. Die russische Anerkennung des Baronstitels erfolgte am 1. Juni 1868.

### Güterbesitz
Estland: Toal, Fähna, Odenkotz, Paggar, Hirmus, Woroper, Höbbet, Kurnal, Jeglecht, Johntack, Kochtel, Resna, Pergel usw.
Livland: Ayakar, Alt-Köllitz, Rüggen, Carolen und Hoppenhof.
Herzogtum Mecklenburg-Schwerin: Blücher mit Timkenberg, Teschenbrügge; Zahrensdorf mit Wiebendorf und Hof Bretzin

## Wappen

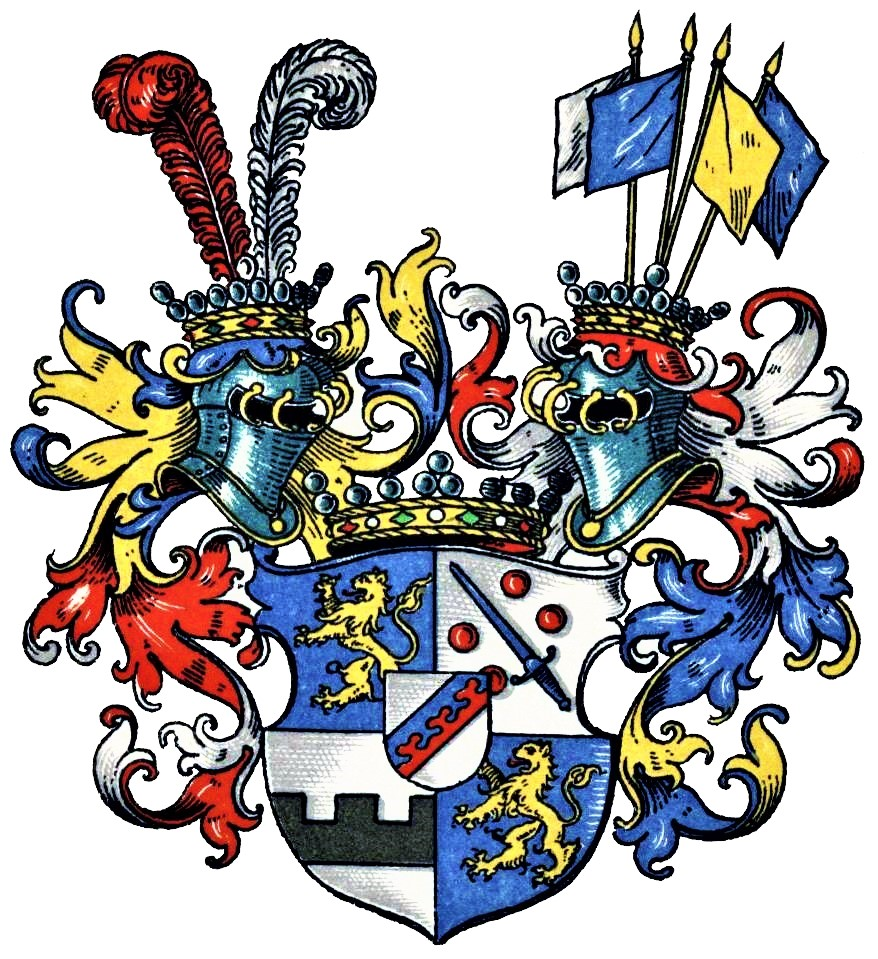
Freiherrliches Wappen derer von Delwig

Stammwappen: In Silber ein durch Wolkenschnitt von Blau und Rot geteilter Schrägrechtsbalken; auf dem Helm mit rot-silbernen Decken eine rote und eine silberne Straußenfeder. Historische Wappendarstellungen zeigen den Helm auch bekrönt, mit rot-silbern-blau-silbernen Decken und einer silbernen und einer blauen Straußenfeder.
Das Wappen im schwedischen Freiherren-Diplom von 1720 ist geviert und belegt mit Herzschild, darin das Stammwappen, jedoch mit Schräglinksbalken, in Feld 1 und 4 in Blau ein goldener Löwe, der in der rechten Vorderpranke eine goldene Krone hält, Feld 2 in Silber ein schrägrechts gestelltes goldenbegrifftes Schwert, begleitet von drei (1:2) (es kommen aber auch Darstellungen vor mit vier (2:2)) roten Kugeln, Feld 3 in Silber ein schwarzer Balken mit drei Zinnen (von Wrangell); auf dem Schild über einer schwedischen Baronskrone zwei bekrönte Helme mit blau-golden-rot-silbernen Decken, rechts Stammwappenhelm, auf dem linken vier (silbern, blau, golden, blau) Fahnen an goldenen Spießen.

## Personen
- Heinrich von Delwig (1620–1696), schwedischer General.
- Anton Antonowitsch Delwig (1798–1831), russischer Lyriker.
- Andrei Iwanowitsch Delwig (1813–1887), russischer Militäringenieur, später Chefinspekteur der russischen Eisenbahnen und Gründer einer der ersten Eisenbahnfachschule Russlands.